# Орден Народного образования (Португалия)
Орден Народного образования (порт. Ordem da Instrução Pública) — государственная награда Португалии за гражданские заслуги. 

## История
В апреле 1927 года Президент Португалии Антониу Оскар ди Фрагозу Кармона учредил орден Образования и благотворительности, который 30 января 1929 года был разделён на самостоятельные награды: орден Благотворительности и орден Народного образования. 
В 1962 году в статут ордена внесены изменения: класс кавалера (CvIP) и дамы (DmIP) ордена заменены на медаль (MIP).

## Положение
Орден Народного образования вручается гражданам за высокие достижения и заслуги в сфере образования и обучения. Орден может быть вручён как коллективная награда учреждениям и населённым пунктам в качестве Почётного члена (MHIP). Орден может быть вручён иностранным гражданам.
Орден состоит из пяти классов, которым вручаются соответствующие инсигнии:
- Кавалер Большого креста – знак ордена на широкой чрезплечной ленте и позолоченная звезда на левой стороне груди.
- Гранд-офицер – знак ордена на шейной ленте и позолоченная звезда на левой стороне груди.
- Командор – знак ордена на шейной ленте и серебряная звезда на левой стороне груди.
- Офицер – знак ордена на нагрудной ленте с розеткой.
- Медаль – знак на нагрудной ленте.

Орденские планки и постноминальные литеры
| Кавалер Большого креста | Гранд-офицер | Командор | Офицер | Медаль |
|                         |              |          |        |        |
| GCIP                    | GOIP         | ComIP    | OIP    | MIP    |

## Описание
Знак ордена – две золотые пальмовые ветви, соединённые в виде венка.
Знак при помощи кольца крепится к орденской ленте.
Звезда ордена состоит из двух, наложенных друг на друга восьмиконечных звёзд: нижняя состоит из множества разноуровневых лучиков, пучками формируемых восьмиконечную звезду, верхняя плоская синей эмали с бортиком, на которую наложены две пальмовые ветви с государственным средним гербом Португалии в центре. Ветви у основания перевиты лентой белой эмали с надписью золотыми буквами: «INSTRUÇÃO PÚBLICA».
Лента ордена шёлковая муаровая жёлтого цвета.